# Stazione di Castellalto-Canzano
La stazione di Castellalto-Canzano è una stazione ferroviaria, posta sulla linea Teramo-Giulianova. Benché nel 1884, all'epoca dell'apertura della linea, prese i nomi dei centri abitati più vicini, Castellalto e Canzano, l'impianto ricade nell'abitato di San Nicolò a Tordino, frazione del comune di Teramo, che all'inaugurazione della stazione non aveva ancora conosciuto un significativo sviluppo urbano e non aveva ancora un nome definito.

## Storia
La stazione di Castellalto-Canzano venne attivata nel 1884.

## Strutture e impianti
L'impianto è gestito da Rete Ferroviaria Italiana (RFI). I locali del fabbricato viaggiatori adibiti in passato ad abitazione del capostazione sono stati convertiti ad abitazione privata, per cui attualmente la stazione risulta impresenziata. Il piazzale ferroviario si compone di due binari,entrambi utilizzati per effettuare gli incroci tra i treni; più un tronchino di servizio. Il binario 1 costituisce il binario di precedenza, mentre il binario 2 è il binario di corsa, di corretto tracciato.

## Movimento
La stazione è servita da treni regionali gestiti da TUA e Trenitalia nell'ambito del contratto di servizio stipulato con la regione Abruzzo, diretti a Teramo, Giulianova, Pescara, Chieti, Sulmona, Lanciano, Vasto e Termoli.

## Servizi
La stazione dispone di:
- Biglietteria self-service

## Interscambi
- Fermata autobus